# Herminia obscura
Herminia obscura là một loài bướm đêm trong họ Noctuidae.